# Христианская демонология
Христиа́нская демоноло́гия — представления традиционного христианства о мире падших духов. Восходит своими корнями к христианской теологии и библейским упоминаниям демонов, выступая своего рода антитезой христианскому учению или заполняя пробелы в христианской теории добра и зла. Кроме того, христианская демонология была тесно связана с магической, практической демонологией (гоетией) средних веков, восходящей корнями к разного рода гримуарам и учениям оккультной каббалы.

## Происхождение и роль демонов
Христианская теология, являясь наследницей учений Ветхого Завета, восприняла дуалистическое видение мира и Бога, согласно которому человеческие души и всё сущее есть поле битвы сил благого Бога и его противника, Сатаны, виновника всех зол. Пытаясь разрешить проблему появления зла в мире, созданном исключительно благим Богом, христиане (как, кстати, несколько позже -   последовавшие их примеру гностики)  вывели причину зла из трагедии грехопадения ангелов.
Согласно общераспространённому мифу, один из самых могущественных ангелов, стоявших перед лицом Бога (Денница, Люцифер), поддался одному из семи смертных грехов — гордыне, и вознамерился захватить власть на небесах. Подстрекая прочих ангелов к мятежу, Люцифер собрал огромное войско, с которым выступил против сил Света, возглавляемых архангелом Михаилом, но проиграл и был низвергнут на землю, где, подталкиваемый жаждой мести, стремился отвернуть верующих христиан от Бога, ввергая их в грех или насылая невзгоды, чтобы пошатнуть веру христиан и уничтожить источник этого «заблуждения». Падших ангелов христианская демонология видела в образах иноземных языческих богов, заставлявших поклоняться целые народы своим идолам как истинному и единому Богу.
С момента падения мятежных ангелов с неба те утратили право носить звание посланников Божьих и стали именоваться демонами, злобными духами. Таким образом, в христианстве, в отличие от многих древних верований, слово «демон» означает не сверхъестественного духа вообще, независимо от его природы, а исключительного духа злого, падшего ангела.
А. Амфитеатров в своей книге «Дьявол в быту, легенде и литературе средних веков» пишет, что в самом Священном Писании для мифа о падении ангелов нет никаких решительных оснований кроме «толкования одного стиха у Исайи и нескольких тёмных мест (для Амфитеатрова) в Новом Завете», а потому источник этого мифа, по мнению автора, следует искать в неканонических писаниях гностиков или мифологиях других народов с такой же ярко очерченной дуальной мировоззренческой позицией. На самом деле это не совсем верно, т.к. в Библии  много мест, упоминающих о дьяволе, ангелах и демонах. О демонах упоминается в девятнадцати из двадцати семи книг Нового Завета.
После того как ранние авторы (до 1550 г.) определили черты основной колдовской ереси, их положения дошли до авторов, боровшихся с колдовством и ведьмами на местах. В работах этих демонологов теория колдовства и демонологии продолжала совершенствоваться, обрастая всё большими изощрёнными деталями и подробностями. Поскольку авторы таких трактатов чаще всего были юристами, теологами или судьями на ведьмовских процессах, свои теории средневековые демонологи подкрепляли случаями из собственной практики, часто сильно преувеличивая и толкуя галлюцинации и поведение людей под пытками в соответствии со своим видением ситуации. В результате этого образы демонов, персонифицировавших несправедливость мира, неизбежность лишений и страданий, а также ложных богов, деградировали до уровня существ с животными повадками, предающихся греху вместе с колдунами и ведьмами на оргиях во время шабашей.

## Классификация демонов христианскими демонологами
Попыток определения степени влияния и родов злых духов предпринималось очень много, и среди христианских демонологов не было единого мнения ни о границах власти демонов, ни об их иерархии.
Так, в 1563 г. врач-скептик Вейер писал:
Сатана обладает большим мужеством, невероятной хитростью, сверхчеловеческой мудростью, острейшей проницательностью, совершенной рассудительностью, несравнимым мастерством в плетении самых хитрых интриг и злобной, беспредельной ненавистью ко всему человеческому, [ненавистью] безжалостной и непреходящей.

Француз, судья по делам ведьм Боден писал о демонах следующее (1580 г.): 
Дьяволы обладают глубочайшими знаниями обо всём. Ни один богослов не может истолковать Священное Писание лучше их, ни один адвокат не знает законов и установлений, ни один врач или философ лучше них не разбирается в строении человеческого тела или в силе камней и металлов, птиц и рыб, деревьев и трав, земли и небес.
Очевидно, именно в таком качестве, как описал Боден, предстают демоны в «Малом ключе Соломона», в разделе «Гоетия».

### Классификации демонов по степени их могущества
Альфонсо де Спина установил 10 разновидностей демонов:
- Парки — демоны, которым приписывалась власть вмешиваться в судьбу человека;
- Полтергейсты — духи, производящие мелкие пакости по ночам в доме: передвигают и ломают вещи, не дают спать по ночам шумом, но, как правило, не причиняют большого вреда;
- Инкубы и суккубы — демоны, вступающие в половую связь с человеком. Особенно нападкам этих демонов подвержены, по мнению автора, монахини;
- Марширующие призраки, появляющиеся в виде толпы людей, производящей много шума;
- Домашние духи ведьм — гении-обереги ведьм и колдунов, а также все прочие духи, подражающие ангелу из книги Товита;
- Кошмары — демоны, вызывающие ужасные видения во сне;
- Демоны, образующиеся из мужского семени, — демоны, наводящие на мужчин фантазии о женщинах с целью получения семени для создания других демонов;
- Демоны-обманщики — демоны, дурачащие людей, появляясь в человеческих обличьях их любимых;
- Чистые демоны — демоны, нападающие только на святых;
- Демоны, которые обманывают старух, внушая им мысли о том, что те якобы летали на шабаш.

### Классификация демонов по связи с семью грехами
Этот вид классификации основывался на той мысли, что демоны подстрекают человека к грехам. Так, в 1589 году демонолог П. Бинсфельд дал такую связь высших демонов с пороками:
- Люцифер — гордыня.
- Маммон — жадность.
- Сатана — гнев.
- Асмодей — похоть.
- Вельзевул — чревоугодие.
- Левиафан — зависть.
- Бельфегор — лень.

В 1801 г. оккультист Френсис Баррет издал в Лондоне книгу «Magus or Celestial Intelligencer», в которой изменил связь демонов с грехами. По Баррету:
- Мамона — демон искусителей и соблазнителей;
- Асмодей — князь мстителей;
- Сатана — демон обмана;
- Вельзевул — властелин лжебогов.

Кроме того в список демонов были внесены:
- Пифон — князь духов лжи;
- Велиал — вместилище порока;
- Мерихим — предводитель духов, вызывающих заразные болезни;
- Аввадон — демон разрушения;
- Астарот — демон обвинителей и инквизиторов.

### Классификация демонов по ангельским чинам
Во время экзорцизма демон Балберит, вселившийся в Мадлен из Прованса, сообщил, что, поскольку демоны — падшие ангелы, их чины восходят к ангельским рангам, установленным ещё в IV в. н. э. в трактате «Божественные имена» Псевдо-Дионисия. Всего демон упомянул о девяти чинах, разделённых на три лика по три чина в каждом:
- В первый лик входили духи в чине серафимов, херувимов и престолов:

Вельзевул (серафимы), второй после Люцифера — склоняет людей к гордыне;
Левиафан (серафимы) — склоняет к ереси и грехам, противоречащим вере;
Асмодей (серафимы) — является князем роскоши и желает соблазнить ею всех людей;
Балберит (херувимы) — склоняет к склоке, злословию и самоубийствам;

Верен (престолы) — склоняет людей к нетерпимости;
Грессил (престолы) — склоняет людей к нечистоте и неряшеству;
Соннелон (престолы) — возбуждает в людях ненависть к врагам.
- Во второй лик входили духи в чине господств, сил, властей:

Элле (господства) — подстрекает людей к нарушению обета бедности;
Розье (господства) — подстрекает к любострастию;
Верье (князь Сил) — склоняет к непослушанию;
Карро (власти) — вселяет жестокосердие;
Карниван (власти) — склоняет людей к бесстыдству.
- В третий лик входили духи в чине начал, архангелов и ангелов:

Велиал (начала) — склоняет к высокомерию, внушает женщинам украшать себя в соответствии с модой, развращать детей, болтать с ними во время мессы;
Оливий (архангел) — внушает жестокость и безжалостность к бедным.

### Классификация демонов по месту их обитания
В изданной в 1603 г. книге «Compendium Maleficarum» Гваццо, а позднее в «Melampronoea» Генри Хелиуэлла (1681) авторы цитируют Михаила Пселла, давшего классификацию демонов по месту их обитания:
- Огненные демоны, обитающие в высших слоях воздуха, которые не спускаются на землю, к людям. Автор полагал, что их появление произойдёт только в Судный день.
- Воздушные демоны, обитающие в воздухе вокруг людей. Они могут вызывать атмосферные явления вроде штормов и бурь, могут иногда становиться видимыми людям, способны спускаться в ад. Духами воздуха названы демоны, упоминаемые в «Teurgia Goetia» «Малого ключа Соломона».
- Земные демоны, обитающие в лесах и рощах, где расставляют человеку коварные ловушки. Они сбивают с пути, а некоторые живут тайной жизнью среди людей.
- Водяные демоны, вызывающие бури на морях, где топят корабли и истребляют живность в водоёмах. Они чаще предстают перед человеком в женских образах. Их нрав буйный, беспокойный и полный обмана.
- Подземные демоны живут в пещерах и расщелинах гор. Вызывают землетрясения, разрушают фундаменты домов и вредят шахтёрам.
- Светобоязненные демоны не выносят света. По мнению Пселла, они непостижимы для человека вовсе, поскольку внутри они полностью черны, их нрав полон тёмных страстей, злобы и беспокойного возбуждения. При встрече с человеком ночью, эти демоны нападают на человека, и убивают его, удушая или отравляя своим дыханием. Их невозможно заклясть никакими заговорами и удержать никаким колдовством, поскольку они сторонятся человеческих голосов, всякого шума и бегут от света.